# Anna Krug
Anna Krug (geboren im 20. Jahrhundert) ist eine deutsche Rechtsanwältin und war von 2008 bis 2014 Mitglied des Staatsgerichtshofs des Landes Hessen.

## Leben
Nach dem Studium der Rechtswissenschaft wurde Krug 1992 von der Rechtsanwaltskammer Kassel zugelassen und ist als Rechtsanwältin in Kassel tätig. Sie ist Fachanwältin für Familienrecht.
Am 3. Juni 2008 wurde Krug auf Vorschlag der Fraktion von Bündnis 90/Die Grünen vom Hessischen Landtag zum stellvertretenden nicht richterlichen Mitglied in den Staatsgerichtshof des Landes Hessen gewählt. Nach einer kurzen Legislaturperiode wurde sie 2009 wiedergewählt und hatte das Amt bis 2014 inne.
Krug ist Mitglied in der Rechtsberaterkonferenz (RBK), die es sich zur Aufgabe gemacht hat, in Zusammenarbeit mit den großen deutschen Wohlfahrtsverbänden und dem Amt des Hohen Flüchtlingskommissars der Vereinten Nationen (UNHCR) Rechtsberatung für Asylsuchende und ausländische Flüchtlinge durchzuführen, sich darüber in Konferenzen auszutauschen und Öffentlichkeitsarbeit zu machen. Krug arbeitet dabei mit dem Deutschen Caritasverband zusammen.